# Actua Soccer
Actua Soccer (también conocido como VR Soccer) fue un videojuego de fútbol británico de 1995, desarrollado por Gremlin Interactive. Fue el primer título de la serie Actua Sports (una serie de videojuegos de deportes).
Este fue el primer videojuego de fútbol que incluyó un motor gráfico 3D completo. Fue lanzado en 1995 para las plataformas Microsoft Windows, Macintosh, PlayStation y Sega Saturn. Para las animaciones de los jugadores, 3 jugadores del club Sheffield Wednesday sirvieron como modelos de captura de movimiento.
Actua Soccer contiene solo 44 equipos nacionales, cada uno con 22 jugadores. Sin embargo, en 1996 se lanzó una nueva versión que contiene clubes: Actua Soccer: Club Edition. Contenía 20 equipos de la Premier League de la temporada 1996/1997. Este videojuego se convirtió en un best seller en Europa, principalmente en el Reino Unido.

## Selecciones nacionales
Las siguientes selecciones están en el juego:
| - Alemania - Arabia Saudita - Argentina - Bélgica - Bolivia - Brasil - Bulgaria - Camerún - China - Colombia - Corea del Sur | - Costa de Marfil - Dinamarca - Egipto - Escocia - Eslovaquia - España - Estados Unidos - Finlandia - Francia - Gales - Ghana | - Grecia - Inglaterra - Irlanda - Irlanda del Norte - Islandia - Italia - Japón - Marruecos - México - Nigeria - Noruega | - Países Bajos - Polonia - Portugal - República Checa - Rumania - Rusia - Suecia - Suiza - Túnez - Uruguay - Zambia |

## Actua Soccer: Club Edition
Esta versión contiene los 20 equipos de la temporada 1996/1997 de la Premier League.
| - Arsenal - Aston Villa - Blackburn Rovers - Chelsea - Coventry City - Derby County - Everton - Leeds United - Leicester City - Liverpool | - Manchester United - Middlesbrough - Newcastle United - Nottingham Forest - Sheffield Wednesday - Southampton - Sunderland - Tottenham Hotspur - West Ham United - Wimbledon |